# Proserpine-Felskänguru
Das Proserpine-Felskänguru (Petrogale persephone) ist eine Beuteltierart aus der Familie der Kängurus (Macropodidae). 

## Merkmale
Das Proserpine-Felskänguru zählt zu den größeren Vertretern der Felskängurus, Männchen wiegen rund 6,9 Kilogramm und Weibchen 5,1 Kilogramm. Ihr Fell ist am Rücken dunkelgrau gefärbt, die Unterseite ist hellgrau. Bei einigen Tieren sind die Oberarme rötlich-braun, während die Pfoten schwarz sind. Der Schwanz endet häufig in einer weißen Spitze. Wie bei den meisten Kängurus sind die Hinterbeine deutlich länger und kräftiger als die Vorderbeine.

## Verbreitung und Lebensweise

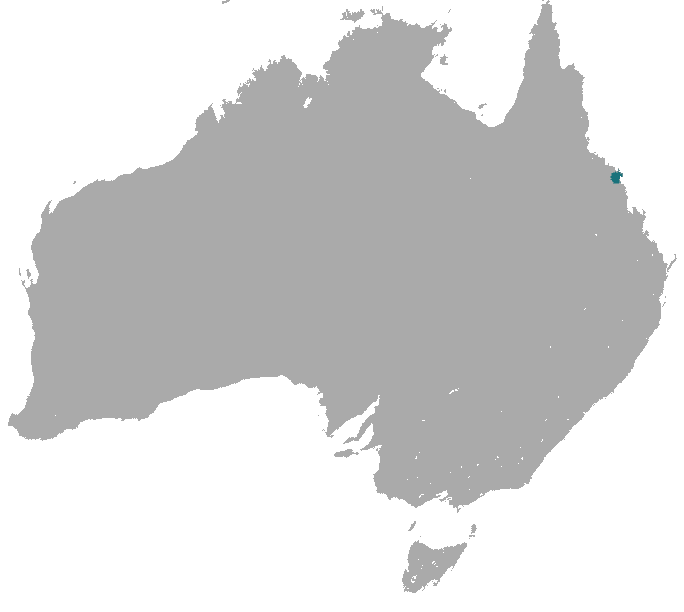
Verbreitungsgebiet des Proserpine-Felskängurus

Diese Kängurus leben in Australien und haben das kleinste Verbreitungsgebiet aller Felskängurus. Sie leben nur in der Nähe der Städte Proserpine und Airlie Beach an der Küste von Queensland. Ihr Lebensraum sind mit Trockenwäldern bestandene Felsregionen.
Sie sind nachtaktiv und schlafen tagsüber in Höhlen und Felsspalten. In der Nacht gehen sie auf Nahrungssuche, dabei suchen sie häufig grasbestandene Gebiete am Rand der Wälder auf. Sie ernähren sich in erster Linie von Gräsern, etwa Rispenhirsen (Panicum maximum).
Nach einer rund 33-tägigen Tragzeit bringt das Weibchen ein einzelnes Jungtier zur Welt. Dieses verbringt seine ersten sieben Lebensmonate im Beutel der Mutter und wird nach weiteren vier Monaten entwöhnt.

## Gefährdung
Proserpine-Felskängurus sind die gefährdetsten Felskängurus. Hauptbedrohungen sind die Zerstörung ihres Lebensraums, die Nachstellung durch eingeschleppte Hunde und der Straßenverkehr. Ihr Verbreitungsgebiet umfasst weniger als 5000 km² und ist stark zersplittert, die IUCN listet die Art als „stark gefährdet“ (endangered).